# Down (гурт)
Down — гурт із Нового Орлеану, переважно у стилі сатерн-метал, а також стоунер-метал та сладж. Початково колектив був створений, як сайд-проект музикантами Ноорлеанської метал-сцени (Pantera, Eyehategod, Corrosion Of Conformity). Гурт значно посприяв популяризації сладж-, стоунер-, та сатерн-металу в середині 1990-тих років.

## Дискографія
Повноформатні альбоми (LP):
- NOLA (1995)
- Down II: A Bustle in Your Hedgerow… (2002)
- Down III: Over the Under (2007)

Мініальбоми (EP):
- Down IV — Part I (2012)
- Down IV — Part II (2014)